# Estadio Olímpico Municipal El Batán
El Estadio Olímpico Municipal El Batán era un estadio multiusos, Fue ubicado en la calle Luis Enrique Cisneros de la ciudad de Otavalo, Ecuador. Fue usado mayoritariamente para la práctica del fútbol. Tiene capacidad para 12.000 espectadores.
Desempeñó un importante papel en el fútbol local, ya que los clubes otavaleños como el Deportivo Otavalo, Otavalo Sporting Club, 31 de Octubre y Pilahuin Tío Sporting Club hacían de locales en este escenario deportivo.
El estadio fue sede de distintos eventos deportivos a nivel local, así como fue escenario para varios eventos de tipo cultural, especialmente conciertos musicales (que también se realizaron en el Coliseo Francisco Páez y el Coliseo Jorge Roura de Otavalo).
Desde el año 2013 el estadio se mudó a Carabuela. Inicialmente se especuló con la posibilidad de demolerlo y construir una zona comercial, si bien la alternativa que tomó efecto fue la de reconvertirse en un gran mercado, conservando tres de sus fachadas originales. Las obras, por fin comenzaron el 25 de marzo de 2013 con la demolición de parte de su estructura. Finalmente en 2015 se abrió al público el "Nuevo Mercado 24 de Mayo" diseñado como un homenaje al estadio de fútbol de la ciudad.
Desde el año 2015 el Imbabura Sporting Club realizará sus partidos de local por el Campeonato Ecuatoriano de Fútbol Serie B 2015, debido a que en su anterior sede (Ibarra) no se obtuvo la acogida esperada.
También conocido como Estadio de la Liga Deportiva Cantonal de Otavalo, se usa mayoritariamente para partidos de Segunda Categoría.